# سلحفاة الصندوق الآسيوية
سلحفاة الصندوق الآسيوية (الاسم العلمي: Cuora)، جنس سلاحف من فصيلة الحمسيات الأرضية. أنواعها 12. أعطانها من الصين إلى إندونيسيا والفلبين، في جميع أنحاء جنوب شرق آسيا، وإلى شمال الهند وبوتان.